# 136557 Neleus
136557 Neleus este o planetă minoră (asteroid) din Asteroid troian al lui Jupiter. A fost descoperită pe 25 septembrie 1973 la Observatorul Palomar de Cornelis Johannes van Houten. 
Obiectul prezintă o orbită caracterizată de o semiaxă mare de 5,2239194921312 UAi, o excentricitate de 0,063, o înclinație de 10 ° în raport cu ecliptica.